# Erik Hänel
Erik Hänel (* 8. Oktober 1984) ist ein ehemaliger deutscher Skilangläufer.
Erik Hänel war Sportsoldat der Bundeswehr, lebte in Oberwiesenthal und startete für den WSC Erzgebirge Oberwiesenthal. Der Student der Humanmedizin an der Universität Leipzig gab sein internationales Debüt im Jahr 2002 im Rahmen von Continental-Cup-Rennen. 2003 trat er bei den Junioren-Weltmeisterschaften in Sollefteå im Sprint (14.) an. Im Jahr darauf wurde er bei den Junioren-Weltmeisterschaften 2004 in Stryn nur 22. – aber Silbermedaillengewinner mit der Staffel. Im Dezember 2004 wurde Hänel erstmals in einem Weltcupsprint in Bern eingesetzt (53.). Im anschließenden Teamsprint belegte er den zehnten Platz und damit erstmals eine Platzierung unter den Top Ten im Weltcup. In der Folgezeit wurde er immer wieder sporadisch im Weltcupsprint eingesetzt, meist trat er jedoch in Continental-Cups, FIS-Rennen und anderen unterklassigen Veranstaltungen an. 2006 in Andermatt und 2007 in Haanja trat er bei den Militärweltmeisterschaften an und belegte über 15 Kilometer die Plätze 38 und 39. Einzig in der Saison 2006/07 konnte er im Weltcup in Einzelrennen Punkte gewinnen. Mit 22 Punkten belegte er den 50. Platz im Sprint- und den 104. Rang im Gesamtweltcup. Die Punkte gewann er als 12. eines Freistilsprints in Düsseldorf. Seinen letzten Weltcupstart hatte Hänel im Dezember 2009 ebenfalls in Düsseldorf. Zuletzt konnte er sich 2011 den Sieg im Verfolgungsrennen des Rollski-Weltcup in Markkleeberg sichern. Seinen letzten internationalen Auftritt absolvierte er beim Engadin Skimarathon am 9. März 2014, als er 84. wurde.
Sein Bruder Lars Hänel gehörte ebenfalls dem deutschen Nationalkader an.

## Verweise
1. ↑  xc-ski.de: Rollski Weltcup Markkleeberg - Erik Hänel gewinnt sensationell Verfolgungsrennen

| Personendaten    | Personendaten           |
| ---------------- | ----------------------- |
| NAME             | Hänel, Erik             |
| KURZBESCHREIBUNG | deutscher Skilangläufer |
| GEBURTSDATUM     | 8. Oktober 1984         |